# Handroanthus billbergii
Handroanthus billbergii é uma espécie de árvore do gênero Handroanthus. Não é nativa do Brasil. 

## Subespécies
- Handroanthus billbergii subsp. ampla (A.H.Gentry) S.O.Grose[2]